# Wallace de Souza
Wallace Leandro de Souza, född 26 juni 1987 i São Paulo, är en brasiliansk volleybollspelare. Han blev olympisk guldmedaljör i volleyboll vid sommarspelen 2016 i Rio de Janeiro.

## Klubbar
- EC Banespa (2006–2008)
- Vôlei Futuro (2008–2009)
- Sada Cruzeiro (2009–2016)
- Vôlei Taubaté (2016–2018)
- SESC RJ (2018–2020)
- Spor Toto (2020–2021)
- Sada Cruzeiro (2021–)